# Музей судноплавства (Амстердам)
Музей судноплавства (нід. Scheepvaartmuseum) — музей, розташований у місті Амстердам, Нідерланди, неподалік від музею НЕМО.
Експозиція музею присвячена історії мореплавства. Серед експонатів: картини, що зображують великі морські битви і портрети голландських військово-морських офіцерів; моделі кораблів; зброя; морські карти тощо. Колекція карт має роботи відомих картографів XVII століття Віллема і Яна Блау. Крім того, в музеї зберігається одна з вцілілих копій першого видання роботи Максиміліана Трансільвана «De Moluccis Insulis», в якому той описав подорож Фернана Магеллана.

## Найцікавіші експонати
- Картографічні видання
  - Атлас світу Яна Блау (оригінальна назва: Theatrum orbis terrarum, sive, Atlas novus in quo tabulæ et descriptiones omnium Regionum тобто Театр світу або новий атлас, що містить карти й описи всіх країн землі) — монументальний картографічний твір з 5 томів, виданий в 1662 і 1665 роках.
  - Небесний глобус Йодокуса Гондіуса 1600 року, найдавніший з відомих.
  - Планісфера Ройша 1507—1508 років, перша відома карта, де зображено Америку.
- Макети кораблів
  - Макет «Vigelantie» (85 cm), рибальське судно 1800—1850 років.
  - Макет криголама «Christiaan Brunings» 1900 року
  - Макет «Tjisaroea», швидкого судна 1926 року

- Живопис епохи Золотого віку
  - Гібралтарська битва, Вінтергреен, 1607
  - Рейд Джакарти, Адам Віллартс, 1649
  - Повернення «Голландії», Людольф Бакгойзен, 1665
  - Тексельська битва, Віллем ван де Вельде молодший, 1673

## Експонати перед музеєм
- Копія вітрильника Амстердам, що зараз знаходиться перед музеєм НЕМО.
- Копія галеону Вест-Індійської компанії, що затонув у Північному морі в 1769 році.
- Королівське судно, споруджене в 1818 році для нідерландського короля Гійома I.